# Lubalo
Lubalo ist eine Ortschaft und ein Landkreis im Nordosten Angolas.

## Verwaltung
Die Kleinstadt Lubalo ist Sitz eines gleichnamigen Landkreises (Município) in der Provinz Lunda Norte. Im Kreis leben etwa 22.000 Einwohner (Schätzung 2008). Die Volkszählung 2014 soll fortan gesicherte Bevölkerungsdaten liefern.
Der Kreis Lubalo setzt sich aus drei Gemeinden (Comunas) zusammen:
- Luangue
- Lubalo
- Muvulege